# Snow White’s Poison Bite
Snow White’s Poison Bite (znana też jako SWPB) – fińska grupa muzyczna wykonująca muzykę Post hardcore, pochodząca z Joensuu.
Zespół określa swoją muzykę jako murdercore, horrorcore lub killcore. Zespół został założony w 2007 roku przez Allana "Jeremy Thirteenth" Cotterilla, Juuso Puhakka, Tuomo Korandera oraz Teemu Leikasa. W 2008 rok do zespołu dołączył basista Jarkko Penttinen. Pod  koniec 2009 roku, Puhakka opuścił zespół z powodu sporów osobistych i  muzycznych, odkąd zespół stał się kwartetem, gdy Cotterill przeniósł się  z gitarowymi / czystych wokali na wokal.
Również w 2009 roku SWPB podpisali kontrakt z wytwórnia muzyczną Poko Rekords/EMI Finland, który wydał EP zatytułowany Drama Through Your Stereo. W 2010 podpisując kontrakt z Sound Of Finland’s Hyeena Trax na światło dzienne wyszły dwa single Valentine’s Doom oraz Kristy Killings. Debiutancki album zatytułowany The Story Of Kristy Killings wydany został dnia 27 października 2010 roku.
W kwietniu 2011 roku członkowie ogłosili, że Korander (gitara), Penttinen (gitara basowa) oraz Leikas (perkusja) opuścili zespół. Allan Cotterill nie zrezygnował jednak z działalności zespołu i wkrótce dołączyli do niego nowi członkowie.
16 kwietnia 2013 roku zespół wydał album Featuring: Dr.Gruesome And The Gruesome Gory Horror Show na którym znajduje się 10 utworów, a także remake utworu Count Dracula który został umieszczony także na The Story Of Kristy Killings.

## Członkowie

### Aktualni
- Allan "Jeremy Thirteenth" Cotterill – Wokal
- Emil "The Wizard" Pohjalinen – gitara (od 2014)
- Dylan "Back Breaker" Broda – perkusja (od 2014)
- Hannu "Bobo" Saarimaa  – gitara basowa (od 2012)

### Byli
- Juuso Puhakka (2007-2009) – wokal wspierający
- Tuomo Korander (2007-2011) – gitara
- Teemu Leikas (2007-2011) – perkusja
- Jarkko Penttinen (2008-2011) – gitara basowa
- Teemu "August" Pekkarinen – (2013 UK Tour) gitara
- Niko "Hoker Dine" Hyttinen – (2012 – 2013) perkusja
- Tuomo "Tupi" Räisänen – (2011 – 2013)

## Dyskografia
- Snow White’s Poison Bite EP (2008)
- Drama Through Your Stereo EP (2009)
- The Story Of Kristy Killings (2010)
- Featuring: Dr.Gruesome And The Gruesome Gory Horror Show (2013)

## Teledyski
- So Cinderella
- She’s A Trendy Designer On Her Wrists
- The End Of Prom Night
- Will Your Meet Me In The Graveyard?
- There’s A New Creep On The Block